# 874
Năm 874 là một năm trong lịch Julius.

## Sinh
- 22 tháng 11-Dương Đình Nghệ-Vua tự chủ Việt Nam tức 10 tháng 10 năm Giáp Ngọ (m. 937)